# Леордоая (Унгенский район)
Леордоа́я (рум. Leordoaia, Леордова) — село в Унгенском районе Молдавии. Наряду с сёлами Хырчешты, Дружба, Мынзатешты и Веверица входит в состав коммуны Хырчешты.

## География
Село расположено на высоте 291 метров над уровнем моря.

## Население
По данным переписи населения 2004 года, в селе Леордоая проживает 38 человек (18 мужчин, 20 женщин).
Этнический состав села:
| Национальность | Число жителей | Процентный состав |
| -------------- | ------------- | ----------------- |
| молдаване      | 35            | 92.11             |
| украинцы       | 3             | 7.89              |
| Всего          | 38            | 100%              |